# جوزيف سبنسر (محامي)
جوزيف سبنسر (بالإنجليزية: Joseph Spencer)‏ هو قاضي وضابط ومحامي أمريكي، ولد في 3 أكتوبر 1714 في إيست هادام في الولايات المتحدة، وتوفي في 13 يناير 1789.